# 권중돈
권중돈(權仲敦, 1912년 11월 17일 ~ 1985년 6월 27일)은 대한민국의 정치인이다. 제2대, 제3대, 제4대, 제5대, 제8대 국회의원을 역임하였다.
일본 와세다 대학 정경학부를 나온 그는, 경상북도 노동국장을 지냈으며 부산 정치 파동 시 투옥되었다. 1960년에는 잠시 국방부장관을 맡기도 하였으며 신민당 지도위원을 역임했다.

## 역대 선거 결과
|  | 25.12% |

|  | 32.40% |

|  | 42.49% |

|  | 61.73% |

|  | 29.56% |

|  | 55.84% |

|  | 10.35% |

|  | 4.78% |

|  | 12.41% |

## 참고 자료
- 권중돈 - 대한민국헌정회

| 전임 현석호 | 제10대 국방부 장관 1960년 9월 12일 ~ 1961년 1월 30일 | 후임 현석호 |